# Schorkendorf
Schorkendorf ist ein Gemeindeteil der oberfränkischen Gemeinde Ahorn im Landkreis Coburg.

## Geographie
Schorkendorf liegt etwa fünf Kilometer südwestlich von Coburg am Krebsbach, einem Quellfluss der Rodach. Gemeindeverbindungsstraßen verbinden den Ort mit Eicha und Scheuerfeld. Die Bundesstraße 303 von Coburg nach Schonungen führt südlich an Schorkendorf vorbei. Der Altort liegt im Osten, westlich schließt sich ein größeres neues Siedlungsgebiet an. Rund 0,9 Kilometer nordwestlich vom Schorkendorfer Ortszentrum liegt am Krebsbach Krebsmühle⊙.

## Geschichte
Schorkendorf wurde am 19. Juni 1291 erstmals urkundlich als Schenkung an das Kloster Langheim erwähnt. 1301 hatte Schorkendorf den Ortsnamen „Schürkendorff“. Der Ortsname geht wohl auf einen Wenden namens Skorek zurück. Somit war der Ort ursprünglich vermutlich eine slawische Ansiedlung.
Um 1400 bestand der Ort aus einem Hof und vier Sölden. Landesherr war das Hochstift Würzburg, Grund- und Lehenherr die Zisterzienserabtei Langheim, vertreten durch das Klosteramt Tambach. Das würzburgische Gericht in Seßlach war für Schorkendorf zuständig.
1803 gab es in Schorkendorf sieben Güter und drei Tropfhäuser. Franken wurde im selben Jahr ein Teil Bayerns und im Zuge der Säkularisation in Bayern auch das Kloster Langheim aufgelöst. Der Zusammenschluss von Schorkendorf und dem größeren Eicha führte zur Ruralgemeinde Schorkendorf. Weitere Ortsteile waren der Weiler Ziegelhütte und die Einöde Krebsmühle.
1925 hatte das Dorf 113 Einwohner und 19 Wohnhäuser, die Gemeinde 279 Einwohner. Am 1. April 1931 wurde die Gemeinde Schorkendorf mit ihren Ortsteilen aus dem Bezirksamt Staffelstein in das Bezirksamt Coburg eingegliedert.
Am 1. April 1971 erfolgte die Eingemeindung von Schorkendorf nach Ahorn. Im Jahr 1987 hatte das Dorf 629 Einwohner und 159 Wohnhäuser mit 227 Wohnungen.

## Einwohnerentwicklung
| Jahr | Einwohnerzahl |
| ---- | ------------- |
| 1875 | 81            |
| 1900 | 80            |
| 1925 | 113           |
| 1950 | 164           |
| 1970 | 157           |
| 1987 | 629           |
| 2022 | 650           |

## Ortsvereine
- Freiwillige Feuerwehr Schorkendorf-Eicha
- Siedlergemeinschaft Schorkendorf e. V.
- RV Bavaria Schorkendorf